# Valerio Valeri
Pour les articles homonymes, voir Valeri.
Valerio Valeri, né le 7 novembre 1883 à Santa Fiora, dans la province de Grosseto en Toscane et mort 22 juillet 1963 à Rome, était un cardinal italien de la Curie romaine.

## Biographie

### Prêtre
Valerio Valeri a été ordonné prêtre le 21 décembre 1907 pour le diocèse de Rome.

### Évêque
Nommé délégué apostolique en Égypte le 18 octobre 1927 avec le titre d'archevêque in partibus d'Éphèse (de), il a été consacré le 28 octobre suivant par le cardinal Donato Raffaele Sbarretti Tazza avec comme co-consécrateurs Pietro Benedetti (en) et Giuseppe Angelucci.
Il est ensuite nommé nonce apostolique en Roumanie le 1er juillet 1933, puis nonce apostolique en France le 11 juillet 1936. Il reste en poste en France durant la Seconde Guerre mondiale. C'est à ce titre qu'il relaie via Rome la demande d'armistice du ministre français des Affaires étrangères Paul Baudouin le 17 juin 1940. Il remet une lettre de protestation au maréchal Pétain après le massacre d'Oradour-sur-Glane.
À la Libération, le général de Gaulle (et le CNR dont le président d'alors est le démocrate-chrétien Georges Bidault) souhaite une épuration de l’Église de France et demande le renvoi de Valerio Valeri, jugé trop proche de Vichy. Il sera remplacé par Angelo Roncalli, le futur pape Jean XXIII. Quittant Paris en 1944, il retrouve Rome et la curie où il travaille pour la Secrétairerie d'État.
Il reçoit la grand-croix de la Légion d’honneur à titre étranger (Vatican) le 9 janvier 1945.

### Cardinal
Le pape Pie XII le crée cardinal lors du consistoire du 12 janvier 1953 avec le titre de cardinal-prêtre de San Silvestro in Capite.
Il est nommé préfet de la Congrégation pour les affaires religieuses le 17 janvier 1953 et occupe cette fonction jusqu'à sa mort, 10 ans plus tard, le 22 juillet 1963.